# Hieromártir

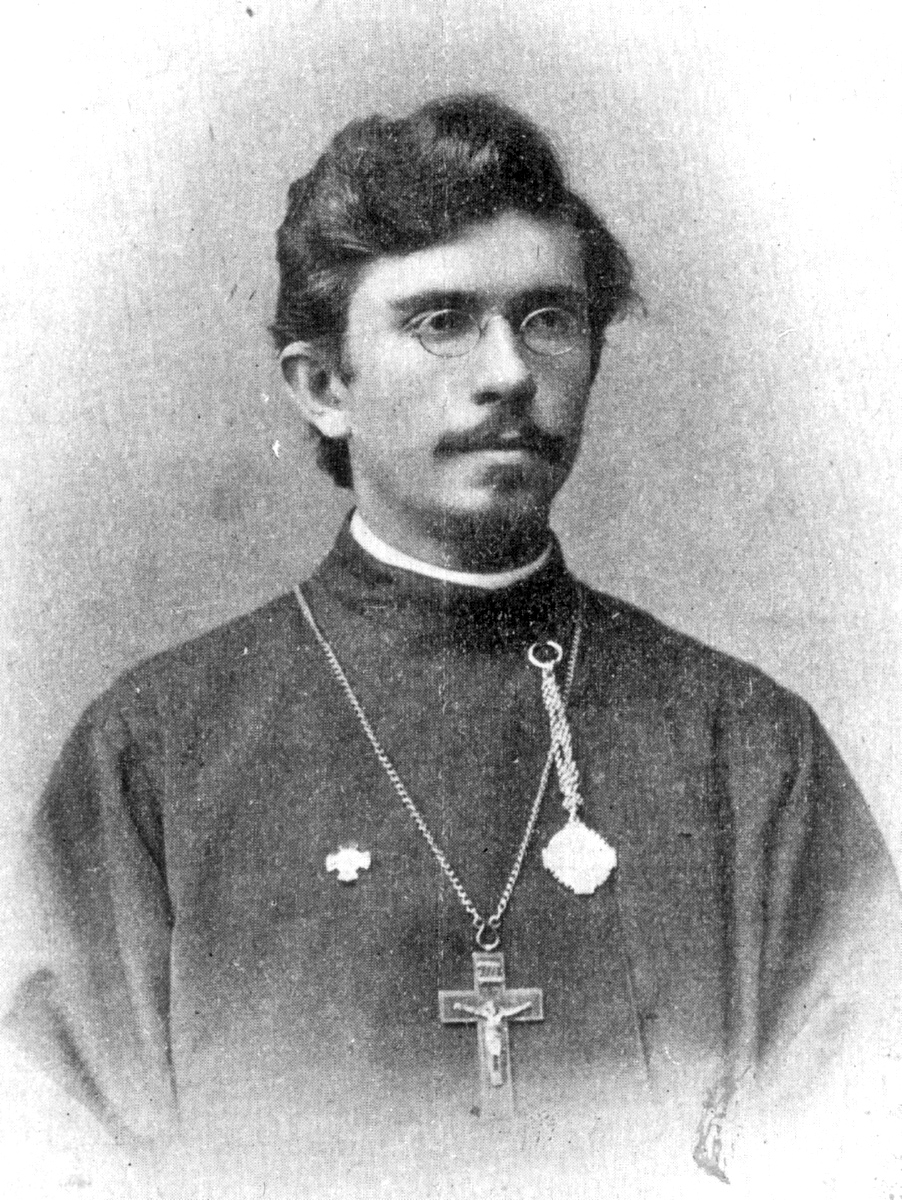
Hieromártir Alexander Hotovitsky.

Hieromártir é, na tradição da Igreja Ortodoxa, um mártir que também faz parte do clero (diácono, sacerdote ou bispo). De maneira similar, um sacerdote que também é monge é chamado de hieromonge.